# Paulina Amaro Pachá
Paulina Amaro Pachá (Guadalmez, Ciudad Real, 31 de diciembre de 1912 - 5 de noviembre de 1997) fue una guerrillera española, exiliada en Francia tras la guerra, y que regresó a España en 1978. Fue militante del PSOE.

## Trayectoria
Amaro Pachá nació en Guadalmez, provincia de Ciudad Real. Se casó con un empleado del ferrocarril anarquista que fue fusilado en 1940.
A partir del verano de 1941 se incorporó a la guerrilla liderada por Eugenio Collado Rodríguez, al que se conocía como “Capitán Corruco”.  Fue compañera de otro guerrillero, José Caballero “El Yamba”. Este grupo guerrillero operaba en las serranías limítrofes entre Córdoba y Ciudad Real, hasta la muerte de Collado Rodríguez en Córdoba el 11 de mayo de 1942.
Tras la disolución del grupo, Amaro Pachá se echó al monte y comenzó a actuar como enlace para los primeros huidos en la Estación de Guadalmez-Los Pedroches, trabajando con sus contactos de la resistencia antifranquista, intercambiando información o facilitando ayuda logística y suministros.
Siendo perseguidos, en el verano de 1946 Amaro Pachá y Caballero abandonaron la 2ª Agrupación Guerrillera y se ocultaron inicialmente en Barcelona. En 1949 lograron cruzar la frontera y huir a Francia, siendo recluidos en un campo de concentración. Consiguieron asilo político. Vivieron primero en el departamento de Eure y Loir, en Dreux y posteriormente se trasladaron a Chartres.
La pareja regresó a España en marzo de 1978, estableciéndose en Getafe con su hija.
Amaro Pachá falleció el 5 de noviembre de 1997.